# Speckenbach (Siede)
Der Speckenbach ist ein etwa 13 km langes Fließgewässer im westlichen Bereich des Landkreises Nienburg und im östlichen Bereich des Landkreises Diepholz in Niedersachsen. 
Der Speckenbach hat seine Quelle südlich von Wietzen und westlich der B 6. Er fließt durch das 45 ha große Naturschutzgebiet Speckenbachtal, das sowohl zum Landkreis Diepholz als auch zum Landkreis Nienburg gehört. Im südwestlichen Bereich des Fleckens Siedenburg mündet er in die Siede, einen Nebenfluss der Großen Aue.